# تاپکویک
تاپکویک (به لاتین: Tąpkowice) یک روستا در لهستان است که در Gmina Ożarowice واقع شده‌است.

## خصوصیات
تاپکویک ۱٬۰۰۰ نفر جمعیت دارد.